# Аккозы
Аккозы (каз. Аққозы) — село в Каратобинском районе Западно-Казахстанской области Казахстана. Входит в состав Аккозинского сельского округа. Код КАТО — 275033200.

## Население
По данным 1999 года, в селе не было постоянного населения. По данным переписи 2009 года, в селе проживало 47 человек (22 мужчины и 25 женщин).

## Известные уроженцы
- Хажим Жумалиев (1907-1968) — советский казахский поэт, писатель и литературовед, заслуженный деятель науки Казахстана (1961), академик Академии наук Казахской ССР (1967).

## Ономастика
Жители Каратобинского района в 2015 году просили переименовать район в честь Аккозы-батыра .